# U-1204
Unterseeboot 1204 foi um submarino alemão do Tipo VIIC, pertencente a Kriegsmarine que atuou durante a Segunda Guerra Mundial.

## Comandantes
| Comandante                 | Data                                     |
| -------------------------- | ---------------------------------------- |
| Oblt. (R) Heinrich Mäueler | 17 de fevereiro de 1944 - agosto de 1944 |
| Oblt. Erwin Jestel         | agosto de 1944 - 5 de maio de 1945       |

## Subordinação
Durante o seu tempo de serviço, esteve subordinado às seguintes flotilhas:
| Período                                       | Flotilha                                      |
| --------------------------------------------- | --------------------------------------------- |
| 17 de fevereiro de 1944 - 1 de agosto de 1944 | 8. Unterseebootsflottille (treinamento)       |
| 1 de agosto de 1944 - 28 de fevereiro de 1945 | 21. Unterseebootsflottille (submarino escola) |
| 1 de março de 1945 - 5 de maio de 1945        | 31. Unterseebootsflottille (treinamento)      |